# Can Dunyó
Can Dunyó és una masia de Lliçà d'Amunt.

## Història
Les primeres notícies d'una família cognomenda Dunyó a Lliçà d'Amunt són del segle xiv. Concretament, l'any 1349, Bernat Dunyó va establir una concòrdia amb Jaume Puig i Pere Fonolleda, i encara en aquella mateixa centúria, el mateix Bernat Dunyó i el seu pare, Guillem, signaren una àpoca dotal a favor del pagès Jaume Puig. La darrera referència escrita d'aquesta família correspon a l'agost de 1653, quan Isidre Dunyó fou trobat mort a casa seva, possiblement a causa de la pesta que va assolar el poble. La no continuïtat d'aquest llinatge en la documentació parroquial, ens fa pensar en la possible desaparició d'una bona part dels seus membres. Aquest fet va impedir el desenvolupament social d'aquesta nissaga, la qual no sembla que hagués ocupat un lloc preeminent en el si de la comunitat en períodes anteriors. Can Dunyó va esdevenir propietat de la família Puig de Samalús, i es va convertir en una masoveria. Actualment es continuen desenvolupant les feines pròpies de la pagesia.

## Descripció
Can Dunyó representa la petita masia del segle xvii pertanyent a una família de la petita pagesia. És un edifici de carener paral·lel a la façana, que consta de planta baixa i pis. La coberta és a dues vessants de teula. Els murs, que són de paredat, estan arrebossats i les obertures emmarcades i pintades. Can Dunyó va créixer al llarg del temps en sentit longitudinal oest-est, per això té una estructura tan allargassada. Al costat de ponent té un cos en sentit perpendicular a la masia, amb la coberta a doble vessant, sobre la qual sobresurt una xemeneia amb grans forats de ventilació que formen un dibuix geomètric. Al cos central hi ha la porta principal, és d'arc de mig punt de pedra tosca i és l'element que crida més l'atenció de la casa. A l'interior de la casa es conserva la distribució clàssica de l'espai en una masia.

## Situació
Masia situada a la part meridional de Lliçà d'Amunt, al costat dels masos Orlau i Montcau.